# جیردوزان
جیردوزان، روستایی از توابع بخش رودبارشهرستان شهرستان قزوین در استان قزوین ایران است.

## جمعیت
این روستا در دهستان دستجرد قرار دارد و براساس سرشماری مرکز آمار ایران در سال ۱۳۸۵، جمعیت آن ۵۳ نفر (۱۰خانوار) بوده‌است.